# Vanzago
Vanzago é uma comuna italiana da região da Lombardia, província de Milão, com cerca de 7.564 habitantes. Estende-se por uma área de 6 km², tendo uma densidade populacional de 1260 hab/km². Faz fronteira com Pogliano Milanese, Pregnana Milanese, Arluno, Sedriano.

## Demografia
| Variação demográfica do município entre 1861 e 2011                               |
|                                                                                   |
| Fonte: Istituto Nazionale di Statistica (ISTAT) - Elaboração gráfica da Wikipedia |